# Drapeau franco-américain
Le drapeau franco-américain fut déployé officiellement pour la première fois le 24 juin 1992 à Manchester (New Hampshire). Le drapeau fut présenté par Édith Butler dans le cadre d'une tournée. Il existe cependant d'autres versions de drapeau franco-américain.

## Drapeau franco-américain de 1992

Drapeau franco-américain.

Le bleu, le blanc, et le rouge symbolisent les États-Unis d'Amérique. L'Étoile symbolise l'unité franco-américaine et son appartenance aux États-Unis. La fleur de lys à la droite est le rappel de l'appartenance au peuple Canadien français ou à celle de la France pour ceux d'origine française.
Le 24 juin 2012 marque le vingtième anniversaire du drapeau franco-américain. Le 24 juin est aussi désigné journée officielle des Franco-Américains dans les États du Connecticut, Maine, New Hampshire, et Vermont.

## Galerie des autres drapeaux franco-américains

Pavillon royal de France, drapeau de la Louisiane française.
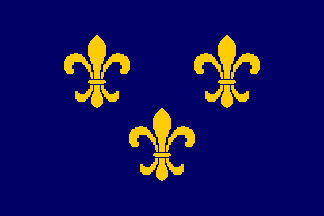
Drapeau des Franco-Américains du Mid-Ouest.
Drapeau officiel de l'Acadiane et des Cadiens de Louisiane.
Drapeau des Acadiens de Nouvelle-Angleterre.
Autre drapeau des Franco-Américains dans leur ensemble, utilisé en particulier en Nouvelle-Angleterre.